# Edizioni di C'è posta per te
In questa voce sono elencate e descritte le edizioni del programma C'è posta per te, in onda in prima serata su Canale 5 dal 12 gennaio 2000 con la conduzione di Maria De Filippi. Attualmente il programma è giunto alla ventottesima edizione (2025).

## Prima edizione (inverno 2000)
Il programma ha debuttato il 12 gennaio 2000 con la sua prima edizione, durata tredici puntate e terminata il 14 aprile successivo, con una pausa durante la settimana di trasmissione del Festival di Sanremo. È andata in onda inizialmente il mercoledì sera e in seguito, dalla settima puntata, il venerdì, ottenendo fin da subito un buon successo d'ascolti. Proprio a causa dei grandi risultati ottenuti dal programma vengono aggiunte inizialmente quattro puntate a quelle previste ed in seguito ulteriori due. Le puntate andate in onda da sette diventeranno così tredici.
| Puntata | Messa in onda    | Ascolti        | Ascolti | Ospiti                         |
| Puntata | Messa in onda    | Telespettatori | Share   | Ospiti                         |
| ------- | ---------------- | -------------- | ------- | ------------------------------ |
| 1       | 12 gennaio 2000  | 5 205 000      | 19,55%  | Alberto Sordi                  |
| 2       | 19 gennaio 2000  | 5 466 000      | 21,23%  | Anna Falchi                    |
| 3       | 26 gennaio 2000  | 5 858 000      | 22,22%  | –                              |
| 4       | 2 febbraio 2000  | 6 844 000      | 24,02%  | Jean-Claude Van Damme          |
| 5       | 9 febbraio 2000  | 6 654 000      | 25,72%  | Fabio Capello, Roma            |
| 6       | 16 febbraio 2000 | 6 539 000      | 24,75%  | Leo Gullotta                   |
| 7       | 3 marzo 2000     | 6 285 000      | 24,81%  | Walter Zenga                   |
| 8       | 10 marzo 2000    | 5 940 000      | 24,15%  | Sandra Mondaini                |
| 9       | 17 marzo 2000    | 5 907 000      | 24,67%  | –                              |
| 10      | 24 marzo 2000    | 5 702 000      | 23,47%  | –                              |
| 11      | 31 marzo 2000    | 6 822 000      | 27,73%  | –                              |
| 12      | 7 aprile 2000    | –              | –       | –                              |
| 13      | 14 aprile 2000   | 7 345 000      | 30,62%  | Rita Pavone, Gianfranco Funari |
| Media   | Media            | 6 213 000      | 24,41%  |                                |

## Seconda edizione (autunno 2000)
In seguito al successo della prima edizione, un secondo ciclo di trasmissioni è stato proposto già nell'autunno successivo, a partire dal 17 settembre dello stesso anno, con altre tredici puntate collocate stavolta nella serata della domenica.
Il programma ha ottenuto un successo di ascolti superiore a quello dell'edizione precedente (complice anche il fatto di andare in onda dopo l'edizione delle 20 del TG5), sfiorando gli otto milioni di telespettatori e superando, in diverse occasioni, il 30% di share.
| Puntata | Messa in onda     | Ascolti        | Ascolti | Ospiti                       |
| Puntata | Messa in onda     | Telespettatori | Share   | Ospiti                       |
| ------- | ----------------- | -------------- | ------- | ---------------------------- |
| 1       | 17 settembre 2000 | 5 280 000      | 24,23%  | Giorgio Biavati              |
| 2       | 24 settembre 2000 | 5 362 000      | 23,77%  | –                            |
| 3       | 1º ottobre 2000   | 6 325 000      | 25,02%  | –                            |
| 4       | 7 ottobre 2000    | 6 039 000      | 27,09%  | Riccardo Fogli               |
| 5       | 15 ottobre 2000   | 7 418 000      | 29,43%  | –                            |
| 6       | 22 ottobre 2000   | 7 211 000      | 29,43%  | Virna Lisi                   |
| 7       | 29 ottobre 2000   | 7 145 000      | 29,60%  | Gianni Morandi               |
| 8       | 5 novembre 2000   | 7 545 000      | 30,05%  | –                            |
| 9       | 12 novembre 2000  | 6 404 000      | 24,54%  | Maurizio Costanzo            |
| 10      | 19 novembre 2000  | 7 495 000      | 29,00%  | –                            |
| 11      | 26 novembre 2000  | 7 984 000      | 30,80%  | –                            |
| 12      | 3 dicembre 2000   | 7 679 000      | 29,10%  | Claudio Lippi                |
| 13      | 10 dicembre 2000  | 7 836 000      | 30,21%  | Claudio Lippi, Luca Laurenti |
| Media   | Media             | 6 895 000      | 27,84%  |                              |

## Terza edizione (inverno 2001)
Dati gli ascolti registrati durante l'autunno, il programma è stato confermato per una terza edizione già nell'inverno 2001, con un ciclo composto da sette puntate, collocate al sabato sera.
Anche in questa occasione la trasmissione ha confermato i suoi ottimi ascolti, ottenendo un picco di oltre otto milioni e mezzo di telespettatori totalizzati nella prima puntata e uno share sempre superiore al 30%, raggiungendo anche il 36% della serata del 24 febbraio.
Al termine del ciclo di puntate è stata trasmessa (il 3 marzo) una puntata antologica.
| Puntata                     | Messa in onda    | Ascolti        | Ascolti | Ospiti |
| Puntata                     | Messa in onda    | Telespettatori | Share   | Ospiti |
| --------------------------- | ---------------- | -------------- | ------- | --- |
| 1                           | 13 gennaio 2001  | 8 687 000      | 34,49%  | Francesco Totti, Alberto Sordi                                                                                            |
| 2                           | 20 gennaio 2001  | 8 397 000      | 35,08%  | Simona Ventura con Stefano Bettarini, Pietro Taricone, Francesco Toldo                                                    |
| 3                           | 27 gennaio 2001  | 7 884 000      | 32,55%  | Raoul Bova, Alessandro Nesta, Maurizio Costanzo                                                                           |
| 4                           | 3 febbraio 2001  | 8 495 000      | 34,88%  | Ezio Greggio con Enzo Iacchetti e le veline Maddalena Corvaglia ed Elisabetta Canalis, Maurizio Costanzo, Pietro Taricone |
| 5                           | 10 febbraio 2001 | 7 316 000      | 30,30%  | Massimo Boldi, Jean-Claude Van Damme, Manuela Arcuri, Nino D'Angelo, Emilio Fede                                          |
| 6                           | 17 febbraio 2001 | 8 362 000      | 35,92%  | Sandra Mondaini con Raimondo Vianello, Maurizio Costanzo, Daniele Bossari                                                 |
| 7                           | 24 febbraio 2001 | 8 098 000      | 36,22%  | Gianfranco Funari, Roberto Farnesi, Lorenzo Crespi                                                                        |
| L'album di C'è posta per te | 3 marzo 2001     | 3 986 000      | 15,77%  | – |
| Media                       | Media            | 8 177 000      | 34,20%  | |

## Quarta edizione (autunno 2001)
Una quarta edizione del programma è stata proposta nell'autunno del 2001, a partire dal 28 settembre, nella serata del venerdì sera, con un nuovo ciclo di undici puntate. Anche in questo caso la trasmissione ha ottenuto ottimi risultati d'ascolto toccando i 7 500 000 spettatori e superando in alcune serate il 30% di share.
Come per il precedente ciclo, anche in questo caso è stata proposta una puntata antologica.
| Puntata                     | Messa in onda     | Ascolti        | Ascolti |
| Puntata                     | Messa in onda     | Telespettatori | Share   |
| --------------------------- | ----------------- | -------------- | ------- |
| 1                           | 28 settembre 2001 | 6 028 000      | 25,37%  |
| 2                           | 5 ottobre 2001    | 6 644 000      | 27,66%  |
| 3                           | 12 ottobre 2001   | 6 048 000      | 25,45%  |
| 4                           | 19 ottobre 2001   | 6 478 000      | 26,84%  |
| 5                           | 26 ottobre 2001   | 6 988 000      | 28,37%  |
| 6                           | 2 novembre 2001   | 7 262 000      | 29,37%  |
| 7                           | 9 novembre 2001   | 7 668 000      | 30,75%  |
| 8                           | 16 novembre 2001  | 7 446 000      | 30,56%  |
| 9                           | 23 novembre 2001  | 7 194 000      | 28,62%  |
| 10                          | 30 novembre 2001  | 7 122 000      | 28,85%  |
| 11                          | 7 dicembre 2001   | 7 508 000      | 30,04%  |
| L'album di C'è posta per te | 14 dicembre 2001  | 6 696 000      | 27,17%  |
| Media                       | Media             | 6 950 000      | 28,35%  |

## Quinta edizione (inverno 2002)
A partire dalla quinta edizione, il programma si stabilisce definitivamente nella prima serata del sabato di Canale 5, collocazione che ha sempre mantenuto.
Il nuovo ciclo è composto da otto puntate, trasmesse dal 12 gennaio al 2 marzo 2002, raggiungendo ottimi risultati di ascolto.
| Puntata | Messa in onda    | Ascolti        | Ascolti |
| Puntata | Messa in onda    | Telespettatori | Share   |
| ------- | ---------------- | -------------- | ------- |
| 1       | 12 gennaio 2002  | 6 100 000      | 28,90%  |
| 2       | 19 gennaio 2002  | 7 259 000      | 34,19%  |
| 3       | 26 gennaio 2002  | 6 820 000      | 32,78%  |
| 4       | 2 febbraio 2002  | 6 116 000      | 28,67%  |
| 5       | 9 febbraio 2002  | 6 572 000      | 33,32%  |
| 6       | 16 febbraio 2002 | 6 401 000      | 30,73%  |
| 7       | 23 febbraio 2002 | 6 894 000      | 33,90%  |
| 8       | 2 marzo 2002     | 7 324 000      | 36,20%  |
| Media   | Media            | 6 686 000      | 32,31%  |

## Sesta edizione (autunno 2002)
La trasmissione, per l'ultima volta, è andata in onda per due volte nello stesso anno con la sesta edizione trasmessa nell'autunno 2002, dal 21 settembre al 14 dicembre per tredici puntate, seguite da altre tre serate antologiche.
Anche in questo caso, gli ascolti della trasmissione restano particolarmente alti.
| Puntata                     | Messa in onda     | Ascolti        | Ascolti | Ospiti |
| Puntata                     | Messa in onda     | Telespettatori | Share   | Ospiti |
| --------------------------- | ----------------- | -------------- | ------- | --- |
| 1                           | 21 settembre 2002 | 6 271 000      | 32,13%  | Raoul Bova, Manuela Arcuri, Rubens Barrichello, Dennis Fantina                                                                |
| 2                           | 28 settembre 2002 | 5 641 000      | 26,54%  | Maradona, Sophia Loren, Gigi D'Alessio                                                                                        |
| 3                           | 5 ottobre 2002    | 6 261 000      | 29,97%  | Ezio Greggio con Enzo Iacchetti, Maurizio Costanzo, Gérard Depardieu                                                          |
| 4                           | 13 ottobre 2002   | 7 028 000      | 30,63%  | Brooke Logan e Thorne Forrester da Beautiful, Maurizio Costanzo, Kledi Kadiu, Lorenzo Crespi, Ezio Greggio con Enzo Iacchetti |
| 5                           | 19 ottobre 2002   | 6 287 000      | 29,17%  | Luciana Littizzetto, Paolo Bonolis, Francesco Totti, Gigi D'Alessio, Mario Cipollini                                          |
| 6                           | 26 ottobre 2002   | 6 335 000      | 29,82%  | Leonardo Pieraccioni, Massimo Ceccherini, Fabio Cannavaro, Nek, Ricky Memphis                                                 |
| 7                           | 2 novembre 2002   | 6 827 000      | 31,30%  | Kledi Kadiu |
| 8                           | 9 novembre 2002   | 6 453 000      | 32,06%  | Emilio Fede, Ezio Greggio con Enzo Iacchetti                                                                                  |
| 9                           | 16 novembre 2002  | 6 153 000      | 29,24%  | Clarke Garrison con Eric Forrester e Massimo Marone da Beautiful, Raz Degan, Paola Barale, Mariah Carey                       |
| 10                          | 23 novembre 2002  | 6 478 000      | 29,67%  | Emanuela Folliero, Alberto Castagna, Orietta Berti                                                                            |
| 11                          | 30 novembre 2002  | 6 656 000      | 30,44%  | Kledi Kadiu, Massimo Ranieri                                                                                                  |
| 12                          | 7 dicembre 2002   | 6 103 000      | 27,88%  | Alessandro Del Piero, Max Biaggi                                                                                              |
| 13                          | 14 dicembre 2002  | 5 820 000      | 27,58%  | Massimo Boldi, Christian De Sica                                                                                              |
| L'album di C'è posta per te | 21 dicembre 2002  | 4 240 000      | 20,36%  | – |
| L'album di C'è posta per te | 28 dicembre 2002  | 4 238 000      | 19,89%  | – |
| L'album di C'è posta per te | 4 gennaio 2003    | 5 119 000      | 23,07%  | – |
| Media                       | Media             | 6 332 000      | 29,72%  | |

## Settima edizione (2003)
Dal 2003, il programma viene trasmesso sempre al sabato sera con una sola edizione all'anno, in autunno, collocazione che ha mantenuto per dieci anni fino al 2012.
La settima edizione è composta da dodici puntate, che hanno ottenuto buoni risultati d'ascolto.
| Puntata | Messa in onda     | Ascolti        | Ascolti |
| Puntata | Messa in onda     | Telespettatori | Share   |
| ------- | ----------------- | -------------- | ------- |
| 1       | 27 settembre 2003 | 4 944 000      | 25,22%  |
| 2       | 4 ottobre 2003    | 5 255 000      | 26,95%  |
| 3       | 12 ottobre 2003   | 6 774 000      | 30,42%  |
| 4       | 18 ottobre 2003   | 5 774 000      | 27,62%  |
| 5       | 25 ottobre 2003   | 6 099 000      | 29,22%  |
| 6       | 1º novembre 2003  | 6 476 000      | 26,62%  |
| 7       | 8 novembre 2003   | 6 416 000      | 30,55%  |
| 8       | 15 novembre 2003  | 6 650 000      | 30,33%  |
| 9       | 22 novembre 2003  | 6 662 000      | 32,65%  |
| 10      | 29 novembre 2003  | 6 478 000      | 31,03%  |
| 11      | 6 dicembre 2003   | 6 187 000      | 30,18%  |
| 12      | 13 dicembre 2003  | 6 787 000      | 33,59%  |
| Media   | Media             | 6 202 000      | 29,53%  |

## Ottava edizione (2004)
L'ottava edizione della trasmissione è stata proposta nell'autunno 2004, dal 25 settembre al 4 dicembre, senza sostanziali novità nel format e per una durata di undici puntate, che hanno mantenuto il buon risultato d'ascolto delle precedenti stagioni, in particolar modo questa edizione registra una crescita rispetto all'anno precedente.
| Puntata | Messa in onda     | Ascolti        | Ascolti |
| Puntata | Messa in onda     | Telespettatori | Share   |
| ------- | ----------------- | -------------- | ------- |
| 1       | 25 settembre 2004 | 5 608 000      | 28,51%  |
| 2       | 2 ottobre 2004    | 5 784 000      | 30,33%  |
| 3       | 9 ottobre 2004    | 6 543 000      | 31,49%  |
| 4       | 16 ottobre 2004   | 5 920 000      | 26,71%  |
| 5       | 23 ottobre 2004   | 6 281 000      | 29,65%  |
| 6       | 30 ottobre 2004   | 6 461 000      | 29,29%  |
| 7       | 6 novembre 2004   | 6 662 000      | 30,45%  |
| 8       | 13 novembre 2004  | 7 020 000      | 32,83%  |
| 9       | 20 novembre 2004  | 6 843 000      | 32,22%  |
| 10      | 27 novembre 2004  | 7 057 000      | 31,77%  |
| 11      | 4 dicembre 2004   | 6 825 000      | 31,58%  |
| Media   | Media             | 6 454 000      | 30,44%  |

## Nona edizione (2005)
Il 24 settembre 2005 è partita la nona edizione del programma, ancora una volta in onda al sabato sera, che si è conclusa il successivo 3 dicembre dopo undici puntate.
Il programma ha ottenuto buoni ascolti, ma in calo rispetto alle precedenti stagioni.
| Puntata | Messa in onda     | Ascolti        | Ascolti | Ospiti                                              |
| Puntata | Messa in onda     | Telespettatori | Share   | Ospiti                                              |
| ------- | ----------------- | -------------- | ------- | --------------------------------------------------- |
| 1       | 24 settembre 2005 | 4 692 000      | 25,66%  | Nicole Kidman, Sabrina Ferilli, Alessandro Preziosi |
| 2       | 1º ottobre 2005   | 4 446 000      | 24,24%  | –                                                   |
| 3       | 8 ottobre 2005    | 6 536 000      | 33,16%  | –                                                   |
| 4       | 15 ottobre 2005   | 4 876 000      | 25,12%  | –                                                   |
| 5       | 22 ottobre 2005   | 5 754 000      | 28,68%  | Piero Fassino, Claudio Amendola                     |
| 6       | 29 ottobre 2005   | 5 162 000      | 25,75%  | –                                                   |
| 7       | 5 novembre 2005   | 5 633 000      | 29,78%  | –                                                   |
| 8       | 12 novembre 2005  | 6 385 000      | 33,24%  | –                                                   |
| 9       | 19 novembre 2005  | 5 269 000      | 26,70%  | Renato Zero                                         |
| 10      | 26 novembre 2005  | 5 455 000      | 26,77%  | Laura Pausini                                       |
| 11      | 3 dicembre 2005   | 5 198 000      | 27,16%  | –                                                   |
| Media   | Media             | 5 400 000      | 27,84%  |                                                     |

## Decima edizione (2006)
Nell'autunno 2006, la trasmissione è andata in onda per dieci puntate dal 16 settembre al 18 novembre, sempre al sabato sera. Anche in questa occasione, la trasmissione ha subito un lieve calo negli ascolti pur risultando il programma del sabato sera più seguito della stagione.
| Puntata | Messa in onda     | Ascolti        | Ascolti | Ospiti                                                                       |
| Puntata | Messa in onda     | Telespettatori | Share   | Ospiti                                                                       |
| ------- | ----------------- | -------------- | ------- | ---------------------------------------------------------------------------- |
| 1       | 16 settembre 2006 | 4 725 000      | 26,83%  | –                                                                            |
| 2       | 23 settembre 2006 | 4 321 000      | 26,51%  | Stefano Bettarini, Anna Maria Barbera, Raoul Bova                            |
| 3       | 30 settembre 2006 | 4 469 000      | 26,84%  | Gabriel Garko, Rino Gattuso, Ornella Muti                                    |
| 4       | 7 ottobre 2006    | 5 477 000      | 29,35%  | –                                                                            |
| 5       | 14 ottobre 2006   | 5 405 000      | 28,02%  | –                                                                            |
| 6       | 21 ottobre 2006   | 5 480 000      | 27,17%  | –                                                                            |
| 7       | 28 ottobre 2006   | 5 448 000      | 27,51%  | Fabio Cannavaro, Massimo Ranieri, Ricky Memphis                              |
| 8       | 4 novembre 2006   | 5 752 000      | 29,68%  | Laura Pausini, Alessandro Del Piero, Elisabetta Canalis                      |
| 9       | 11 novembre 2006  | 4 939 000      | 26,06%  | Gianluigi Buffon, Nek, Lorenzo Crespi                                        |
| 10      | 18 novembre 2006  | 5 973 000      | 30,63%  | Francesco Totti, Ilary Blasi, Christian De Sica, Alex Britti, Gigi D'Alessio |
| Media   | Media             | 5 199 000      | 27,86%  |                                                                              |

## Undicesima edizione (2007)
L'undicesima edizione del programma è stata trasmessa come di consueto al sabato sera e nel periodo autunnale, dal 15 settembre al 24 novembre 2007, per un totale di undici puntate, seguite da uno speciale antologico intitolato Ragione e sentimento - L'album di C'è posta per te.
Sul piano degli ascolti, la trasmissione ha mantenuto i valori dell'anno precedente. In particolare, ha raggiunto il picco di 6 500 000 telespettatori durante l'ultima puntata.
| Puntata                                            | Messa in onda     | Ascolti        | Ascolti | Ospiti                                                          |
| Puntata                                            | Messa in onda     | Telespettatori | Share   | Ospiti                                                          |
| -------------------------------------------------- | ----------------- | -------------- | ------- | --------------------------------------------------------------- |
| 1                                                  | 15 settembre 2007 | 4 367 000      | 27,47%  | Francesco Totti, Ilary Blasi, Sabrina Ferilli, Claudio Baglioni |
| 2                                                  | 22 settembre 2007 | 4 221 000      | 25,15%  | Miguel Bosé, Fabio Cannavaro                                    |
| 3                                                  | 29 settembre 2007 | 4 638 000      | 26,98%  | Rino Gattuso, Claudio Amendola, Giorgio Panariello              |
| 4                                                  | 6 ottobre 2007    | 4 411 000      | 24,16%  | Manuela Arcuri, Gigi D'Alessio, Alessandro Del Piero            |
| 5                                                  | 13 ottobre 2007   | 5 209 000      | 27,84%  | Tiziano Ferro, Pippo Inzaghi                                    |
| 6                                                  | 20 ottobre 2007   | 5 313 000      | 28,58%  | Ezio Greggio e Enzo Iacchetti, Gianni Morandi, Paolo Maldini    |
| 7                                                  | 27 ottobre 2007   | 4 929 000      | 26,64%  | Kevin Costner                                                   |
| 8                                                  | 3 novembre 2007   | 5 180 000      | 28%     | Lino Banfi, Massimo Ranieri, Luca Toni                          |
| 9                                                  | 10 novembre 2007  | 5 105 000      | 27,10%  | Ricardo Kakà, Ricky Memphis                                     |
| 10                                                 | 17 novembre 2007  | 5 256 000      | 28,05%  | Gabriel Garko, Maurizio Costanzo, Christian De Sica             |
| 11                                                 | 24 novembre 2007  | 6 581 000      | 32,54%  | Alessandro Nesta, Laura Pausini, Gerry Scotti                   |
| Ragione e sentimento - L'album di C'è posta per te | 1º dicembre 2007  | 3 702 000      | 19,44%  | –                                                               |
| Media                                              | Media             | 5 019 000      | 27,57%  |                                                                 |

## Dodicesima edizione (2008)
Anche nel 2008 la trasmissione è tornata in onda nella serata del sabato di Canale 5, con ascolti in crescita rispetto alla precedente.
Questo ciclo di trasmissioni, iniziato il 20 settembre e terminato il 29 novembre, era composto da undici puntate.
| Puntata | Messa in onda     | Ascolti        | Ascolti | Ospiti                                                                          |
| Puntata | Messa in onda     | Telespettatori | Share   | Ospiti                                                                          |
| ------- | ----------------- | -------------- | ------- | ------------------------------------------------------------------------------- |
| 1       | 20 settembre 2008 | 4 645 000      | 25,49%  | Francesco Totti, Raoul Bova e Claudio Baglioni                                  |
| 2       | 27 settembre 2008 | 5 250 000      | 28,63%  | Claudio Amendola, Sabrina Ferilli e Fabio Cannavaro                             |
| 3       | 4 ottobre 2008    | 5 385 000      | 29,15%  | Gianni Morandi, Carlo Verdone e Gennaro Gattuso                                 |
| 4       | 11 ottobre 2008   | 6 539 000      | 32,01%  | Max Pezzali e Filippo Inzaghi                                                   |
| 5       | 18 ottobre 2008   | 5 784 000      | 28,72%  | Alessandro Del Piero e Lino Banfi                                               |
| 6       | 25 ottobre 2008   | 5 983 000      | 29,50%  | Ezio Greggio con Enzo Iacchetti e Laura Pausini                                 |
| 7       | 1º novembre 2008  | 5 923 000      | 29,27%  | Massimo Ranieri, Stefano Santucci                                               |
| 8       | 8 novembre 2008   | 5 703 000      | 28,46%  | Gigi D'Alessio e Andrij Ševčenko                                                |
| 9       | 15 novembre 2008  | 5 947 000      | 31,41%  | Gabriel Garko, Ezio Greggio con Enzo Iacchetti, Emilio Fede e Christian De Sica |
| 10      | 22 novembre 2008  | 6 372 000      | 31,07%  | Emanuele Filiberto di Savoia e Marco Carta                                      |
| 11      | 29 novembre 2008  | 7 045 000      | 34,79%  | Gianluigi Buffon e Irene Grandi                                                 |
| Media   | Media             | 5 876 000      | 29,89%  |                                                                                 |

## Tredicesima edizione (2009)
Nell'autunno 2009 Canale 5 ha proposto la tredicesima edizione della trasmissione, come di consueto nella serata del sabato, che ha mantenuto i buoni ascolti delle precedenti annate. L'edizione è partita, senza sostanziali modifiche nel format, il 19 settembre, per terminare dopo dieci puntate il successivo 21 novembre e con una puntata antologica in coda al ciclo di puntate, trasmessa il 28 novembre.
| Puntata                     | Messa in onda     | Ascolti        | Ascolti | Ospiti                                                            |
| Puntata                     | Messa in onda     | Telespettatori | Share   | Ospiti                                                            |
| --------------------------- | ----------------- | -------------- | ------- | ----------------------------------------------------------------- |
| 1                           | 19 settembre 2009 | 5 078 000      | 29,14%  | Julia Roberts, Alessandra Amoroso                                 |
| 2                           | 26 settembre 2009 | 5 481 000      | 31,49%  | I Cesaroni (Giulio, Marco e Eva), Ezio Greggio con Enzo Iacchetti |
| 3                           | 3 ottobre 2009    | 5 546 000      | 29,45%  | Raoul Bova, Alessandro Del Piero, Bud Spencer                     |
| 4                           | 10 ottobre 2009   | 6 134 000      | 30,38%  | Giorgio Panariello, Marco Carta                                   |
| 5                           | 17 ottobre 2009   | 6 033 000      | 29,89%  | Gabriel Garko, Filippo con Simone Inzaghi                         |
| 6                           | 24 ottobre 2009   | 6 091 000      | 30,02%  | Fabio Cannavaro, Antonio Banderas                                 |
| 7                           | 31 ottobre 2009   | 5 643 000      | 29,63%  | Michael Bublé, Daniele De Rossi                                   |
| 8                           | 7 novembre 2009   | 6 120 000      | 29,65%  | Chuck Norris, Luca Argentero                                      |
| 9                           | 14 novembre 2009  | 6 588 000      | 32,71%  | Tiziano Ferro, Sabrina Ferilli                                    |
| 10                          | 21 novembre 2009  | 5 870 000      | 29,91%  | Francesco Totti, Claudio Baglioni                                 |
| L'album di C'è posta per te | 28 novembre 2009  | 4 324 000      | 22,80%  | –                                                                 |
| Media                       | Media             | 5 858 000      | 30,22%  |                                                                   |

## Quattordicesima edizione (2010)
La quattordicesima edizione del format è stata trasmessa da Canale 5 nell'autunno del 2010, sempre il sabato sera, ed è stata segnata da un leggero calo d'ascolti.
È composta da dieci puntate, andate in onda dal 18 settembre al 20 novembre.
| Puntata | Messa in onda     | Ascolti        | Ascolti | Ospiti                                |
| Puntata | Messa in onda     | Telespettatori | Share   | Ospiti                                |
| ------- | ----------------- | -------------- | ------- | ------------------------------------- |
| 1       | 18 settembre 2010 | 4 992 000      | 26,21%  | David Beckham, Gabriel Garko          |
| 2       | 25 settembre 2010 | 5 035 000      | 25,75%  | Luca Argentero, Alessandra Amoroso    |
| 3       | 2 ottobre 2010    | 5 271 000      | 26,47%  | Marco Borriello, Claudio Amendola     |
| 4       | 9 ottobre 2010    | 5 817 000      | 28,31%  | Paolo Bonolis, Geppi Cucciari         |
| 5       | 16 ottobre 2010   | 5 889 000      | 27,93%  | Ezio Greggio con Enzo Iacchetti, Emma |
| 6       | 23 ottobre 2010   | 6 073 000      | 29,91%  | Beppe Fiorello                        |
| 7       | 30 ottobre 2010   | 5 947 000      | 26,88%  | Alessandro Del Piero, Francesco Totti |
| 8       | 6 novembre 2010   | 5 516 000      | 26,39%  | Ezio Greggio e Enzo Iacchetti         |
| 9       | 13 novembre 2010  | 5 738 000      | 26,68%% | Christian De Sica, Giorgio Pasotti    |
| 10      | 20 novembre 2010  | 5 981 000      | 27,22%  | Rino Gattuso                          |
| Media   | Media             | 5 626 000      | 27,18%  |                                       |

## Quindicesima edizione (2011)
La quindicesima edizione del programma è andata in onda dal 17 settembre al 19 novembre 2011 e ha visto calare gli ascolti della trasmissione.
L'edizione è stata seguita da una puntata antologica, intitolata Posta prioritaria, trasmessa il 26 novembre 2011.
| Puntata           | Messa in onda     | Ascolti        | Ascolti | Ospiti                                       |
| Puntata           | Messa in onda     | Telespettatori | Share   | Ospiti                                       |
| ----------------- | ----------------- | -------------- | ------- | -------------------------------------------- |
| 1                 | 17 settembre 2011 | 4 518 000      | 23,19%  | Gabriel Garko, Robert De Niro                |
| 2                 | 24 settembre 2011 | 4 640 000      | 23,95%  | Marco Borriello, Riccardo Scamarcio          |
| 3                 | 1º ottobre 2011   | 4 713 000      | 23,39%  | Ezio Greggio, Enzo Iacchetti, Javier Zanetti |
| 4                 | 8 ottobre 2011    | 4 771 000      | 23,56%  | Luca Zingaretti, Alexandre Pato              |
| 5                 | 15 ottobre 2011   | 4 763 000      | 22,15%  | Belén Rodríguez, Ezequiel Lavezzi            |
| 6                 | 22 ottobre 2011   | 5 010 000      | 23,44%  | Christian De Sica, Luca Argentero            |
| 7                 | 29 ottobre 2011   | 4 940 000      | 22,18%  | Claudio Amendola, Gerry Scotti               |
| 8                 | 5 novembre 2011   | 4 974 000      | 22,43%  | Alessandro Del Piero, Emma Marrone           |
| 9                 | 12 novembre 2011  | 4 620 000      | 21,66%  | Francesco Totti, Alessandra Amoroso          |
| 10                | 19 novembre 2011  | 4 969 000      | 22,91%  | Laura Pausini, Simona Ventura                |
| Posta prioritaria | 26 novembre 2011  | 3 528 000      | 15,98%  | –                                            |
| Media             | Media             | 4 761 000      | 22,87%  |                                              |

## Sedicesima edizione (2012)
Il programma è stato rinnovato per un'altra stagione per l'autunno 2012, andando in onda per altre dieci nuove puntate trasmesse il sabato in prima serata dall'8 settembre al 10 novembre, registrando ascolti in linea con quelli dell'anno precedente.
È stata realizzata anche una puntata antologica di questa sedicesima edizione, in onda dopo oltre un mese dall'ultima puntata, il 15 dicembre.
| Puntata                       | Messa in onda     | Ascolti        | Ascolti | Ospiti                                                                 |
| Puntata                       | Messa in onda     | Telespettatori | Share   | Ospiti                                                                 |
| ----------------------------- | ----------------- | -------------- | ------- | ---------------------------------------------------------------------- |
| 1                             | 8 settembre 2012  | 3 862 000      | 22,62%  | Alessandro Siani, Gabriel Garko                                        |
| 2                             | 15 settembre 2012 | 4 331 000      | 22,90%  | Raoul Bova, Dustin Hoffman                                             |
| 3                             | 22 settembre 2012 | 4 017 000      | 20,41%  | Alessandro Del Piero, Carlo Verdone                                    |
| 4                             | 29 settembre 2012 | 4 528 000      | 22,32%  | Luca Argentero, Ilary Blasi, Francesco Totti                           |
| 5                             | 6 ottobre 2012    | 4 914 000      | 24,68%  | Luciana Littizzetto, Andy García, Federica Pellegrini, Filippo Magnini |
| 6                             | 13 ottobre 2012   | 5 250 000      | 24,86%  | Gerry Scotti, i Modà                                                   |
| 7                             | 20 ottobre 2012   | 4 706 000      | 22,39%  | Gigi D'Alessio, Alessandra Amoroso                                     |
| 8                             | 27 ottobre 2012   | 5 000 000      | 22,80%  | Emma Marrone, Cristiano Ronaldo                                        |
| 9                             | 3 novembre 2012   | 4 747 000      | 20,79%  | Ezio Greggio, Enzo Iacchetti, Edinson Cavani                           |
| 10                            | 10 novembre 2012  | 5 303 000      | 24,25%  | Giulia Michelini, Marco Bocci, Tiziano Ferro                           |
| Il meglio di C'è posta per te | 15 dicembre 2012  | 2 417 000      | 12,02%  | –                                                                      |
| Media                         | Media             | 4 665 000      | 22,84%  |                                                                        |

## Diciassettesima edizione (2014)
Dopo dieci stagioni consecutive nella programmazione autunnale il programma torna ad occupare il sabato sera invernale nel 2014, a oltre un anno dalla conclusione della precedente edizione. La diciassettesima è stata caratterizzata anche dall'introduzione di una novità nel meccanismo: per le storie più complesse, vi sono due buste anziché una.
La nuova collocazione invernale ha giovato agli ascolti dello spettacolo, che ha visto aumentare notevolmente i telespettatori dopo che le due precedenti edizioni avevano registrato numeri in calo, seppur elevati.
Questo ciclo è composto da nove puntate, trasmesse dall'11 gennaio al 15 marzo 2014, con una pausa in occasione della serata finale del Festival di Sanremo (il 22 febbraio su Rai 1) e una puntata antologica trasmessa in coda all'edizione, il 22 marzo.
| Puntata                       | Messa in onda    | Ascolti        | Ascolti | Ospiti                                                          |
| Puntata                       | Messa in onda    | Telespettatori | Share   | Ospiti                                                          |
| ----------------------------- | ---------------- | -------------- | ------- | --------------------------------------------------------------- |
| 1                             | 11 gennaio 2014  | 5 549 000      | 24,38%  | Gabriel Garko, Patrick Dempsey                                  |
| 2                             | 18 gennaio 2014  | 5 728 000      | 25,66%  | Charlize Theron, Antonio Conte                                  |
| 3                             | 25 gennaio 2014  | 6 026 000      | 25,94%  | Orlando Bloom, Marco Mengoni                                    |
| 4                             | 1º febbraio 2014 | 6 028 000      | 26,12%  | Luciana Littizzetto, Marco Bocci                                |
| 5                             | 8 febbraio 2014  | 5 715 000      | 24,57%  | Ellen Pompeo, Paolo Bonolis                                     |
| 6                             | 15 febbraio 2014 | 5 680 000      | 24,96%  | Gonzalo Higuaín, Rafael Benítez, Lorenzo Insigne, Laura Pausini |
| 7                             | 1º marzo 2014    | 5 007 000      | 22,28%  | Alessandra Amoroso, Miguel Bosé                                 |
| 8                             | 8 marzo 2014     | 4 857 000      | 24,02%  | Emma, Raoul Bova                                                |
| 9                             | 15 marzo 2014    | 5 564 000      | 26,05%  | Sabrina Ferilli, Francesco Totti                                |
| Il meglio di C'è posta per te | 22 marzo 2014    | 3 411 000      | 16,12%  | –                                                               |
| Media                         | Media            | 5 572 000      | 24,90%  |                                                                 |

## Diciottesima edizione (2015)
La diciottesima edizione del programma, riconfermata per il sabato sera invernale di Canale 5, era composta da nove puntate trasmesse dal 17 gennaio al 21 marzo 2015, con una pausa il 14 febbraio in concomitanza con la finale del Festival di Sanremo 2015 e seguita da una puntata antologica andata in onda il 28 marzo.
Gli ascolti crescono ancora ed in particolare il programma riesce a superare i sei milioni di telespettatori.
| Puntata                       | Messa in onda    | Ascolti        | Ascolti | Ospiti                                                                       |
| Puntata                       | Messa in onda    | Telespettatori | Share   | Ospiti                                                                       |
| ----------------------------- | ---------------- | -------------- | ------- | ---------------------------------------------------------------------------- |
| 1                             | 17 gennaio 2015  | 5 929 000      | 27,23%  | Marco Bocci, Alex Gadea                                                      |
| 2                             | 24 gennaio 2015  | 5 725 000      | 26,48%  | Raoul Bova, Sean Penn                                                        |
| 3                             | 31 gennaio 2015  | 5 792 000      | 26,76%  | Mara Venier, Jordi Coll, Loreto Mauleòn                                      |
| 4                             | 7 febbraio 2015  | 5 402 000      | 23,37%  | Carlo Cracco, Luca Argentero                                                 |
| 5                             | 21 febbraio 2015 | 6 403 000      | 28,65%  | Luciana Littizzetto, Barbara d'Urso, Matthew McConaughey                     |
| 6                             | 28 febbraio 2015 | 5 561 000      | 25,75%  | Gabriel Garko, I Modà                                                        |
| 7                             | 7 marzo 2015     | 5 935 000      | 27,62%  | Keanu Reeves, Gigi Buffon                                                    |
| 8                             | 14 marzo 2015    | 5 781 000      | 28,05%  | Federico Balzaretti, Eleonora Abbagnato, Belén Rodríguez, Stefano De Martino |
| 9                             | 21 marzo 2015    | 5 921 000      | 27,64%  | Marco Mengoni                                                                |
| Il meglio di C'è posta per te | 28 marzo 2015    | 3 367 000      | 17,67%  | –                                                                            |
| Media                         | Media            | 5 828 000      | 26,84%  |                                                                              |

## Diciannovesima edizione (2016)
Per il terzo anno consecutivo, il programma è in onda nel sabato sera invernale con una rinnovata edizione composta da dieci puntate, seguite da una antologica, trasmesse dal 9 gennaio al 26 marzo 2016 con una pausa in concomitanza con la finale del Festival di Sanremo 2016, il 13 febbraio su Rai 1.
Gli ascolti di questa diciannovesima edizione si sono mantenuti alti anche se in leggero calo rispetto all'anno precedente.
| Puntata                       | Messa in onda    | Ascolti        | Ascolti | Ospiti                                                          |
| Puntata                       | Messa in onda    | Telespettatori | Share   | Ospiti                                                          |
| ----------------------------- | ---------------- | -------------- | ------- | --------------------------------------------------------------- |
| 1                             | 9 gennaio 2016   | 5 749 000      | 26,93%  | Marco Mengoni, Ariadna Gaya, Fernando Coronado, Aída de la Cruz |
| 2                             | 16 gennaio 2016  | 5 634 000      | 25,08%  | Fedez, Gabriel Garko                                            |
| 3                             | 23 gennaio 2016  | 5 599 000      | 26,02%  | Chris Hemsworth, Claudio Marchisio                              |
| 4                             | 30 gennaio 2016  | 5 377 000      | 25,21%  | María Bouzas, Jordi Coll, Stefano Accorsi                       |
| 5                             | 6 febbraio 2016  | 5 703 000      | 26,30%  | Jude Law                                                        |
| 6                             | 20 febbraio 2016 | 5 488 000      | 24,73%  | Luciana Littizzetto, Belén Rodríguez, Patrick Dempsey           |
| 7                             | 27 febbraio 2016 | 5 270 000      | 23,95%  | Virginia Raffaele, Barbara d'Urso, Modà                         |
| 8                             | 5 marzo 2016     | 5 318 000      | 24,72%  | Ezio Greggio, Enzo Iacchetti, Matteo Salvini, Raoul Bova        |
| 9                             | 12 marzo 2016    | 5 095 000      | 24,83%  | Paolo Bonolis, Megan Montaner, Alessio Sakara                   |
| 10                            | 19 marzo 2016    | 4 825 000      | 24%     | Alessandra Amoroso, Gonzalo Higuaín                             |
| Il meglio di C'è posta per te | 26 marzo 2016    | 2 672 000      | 15,53%  | –                                                               |
| Media                         | Media            | 5 406 000      | 25,18%  |                                                                 |

## Ventesima edizione (2017)
Per il quarto anno consecutivo, il programma è in onda nel sabato sera invernale di Canale 5. In questa stagione, è da segnalare come novità la nuova divisa indossata dai "postini" del programma, simile a quella dei portalettere di Poste Italiane, sponsor della trasmissione.
Il programma come di consueto viene sospeso per una settimana in occasione della finale del Festival di Sanremo 2017, condotto dalla stessa Maria De Filippi insieme a Carlo Conti dal 7 all'11 febbraio su Rai 1.
Anche questa edizione ottiene buoni ascolti.
Domenica 19 marzo viene trasmessa una puntata antologica.
| Puntata                       | Messa in onda    | Ascolti        | Ascolti | Ospiti                                                                                     |
| Puntata                       | Messa in onda    | Telespettatori | Share   | Ospiti                                                                                     |
| ----------------------------- | ---------------- | -------------- | ------- | ------------------------------------------------------------------------------------------ |
| 1                             | 7 gennaio 2017   | 5 440 000      | 24,90%  | Richard Madden                                                                             |
| 2                             | 14 gennaio 2017  | 5 318 000      | 24,83%  | Il Volo, Gabriel Garko                                                                     |
| 3                             | 21 gennaio 2017  | 4 699 000      | 22,20%  | Riccardo Scamarcio, Belén Rodríguez                                                        |
| 4                             | 28 gennaio 2017  | 5 017 000      | 23,60%  | Emma Marrone, Alvaro Morte, Adriana Torrebejano, Chico García                              |
| 5                             | 4 febbraio 2017  | 4 930 000      | 23,40%  | Mauro Icardi, Serkan Cayoglu                                                               |
| 6                             | 18 febbraio 2017 | 5 319 000      | 26,21%  | Stefano De Martino, Gerry Scotti, Alessandra Amoroso                                       |
| 7                             | 25 febbraio 2017 | 5 024 000      | 23,93%  | Luciana Littizzetto, Simona Ventura, Rocío Muñoz Morales, Beppe Vessicchio, Bradley Cooper |
| 8                             | 4 marzo 2017     | 4 999 000      | 24,10%  | Ezio Greggio, Enzo Iacchetti, Alberico Lemme, Pepe Reina, Dries Mertens                    |
| 9                             | 11 marzo 2017    | 4 763 000      | 23,69%  | Antonino Cannavacciuolo, Raoul Bova                                                        |
| Il meglio di C'è posta per te | 19 marzo 2017    | 2 022 000      | 10,13%  | –                                                                                          |
| Media                         | Media            | 5 056 000      | 24,09%  |                                                                                            |

## Ventunesima edizione (2018)
La ventunesima edizione del programma è andata in onda dal 13 gennaio al 31 marzo 2018 ogni sabato in prima serata.
Come sempre il programma non va in onda in occasione della finale del Festival di Sanremo, in onda il 10 febbraio su Rai 1.
Il programma in questa edizione supera la soglia del 30% di share e Mediaset di comune accordo con la conduttrice decide di aggiungere ulteriori due puntate a quelle inizialmente previste.
| Puntata | Messa in onda    | Ascolti        | Ascolti | Ospiti                                                                                                 |
| Puntata | Messa in onda    | Telespettatori | Share   | Ospiti                                                                                                 |
| ------- | ---------------- | -------------- | ------- | --- |
| 1       | 13 gennaio 2018  | 5 698 000      | 29,32%  | Michelle Hunziker e Tomaso Trussardi, Gonzalo Higuaín                                                  |
| 2       | 20 gennaio 2018  | 5 914 000      | 30,12%  | Giulia Michelini, Gerard Butler                                                                        |
| 3       | 27 gennaio 2018  | 5 594 000      | 28,59%  | Ilary Blasi, Alessandro Florenzi e Radja Nainggolan                                                    |
| 4       | 3 febbraio 2018  | 5 838 000      | 29,54%  | J-Ax e Fedez, Carlo Conti                                                                              |
| 5       | 17 febbraio 2018 | 5 363 000      | 28,28%  | Fabrizio Moro ed Ermal Meta, Marco Bocci e Laura Chiatti                                               |
| 6       | 24 febbraio 2018 | 5 796 000      | 29,56%  | Giorgia, Francesco Totti                                                                               |
| 7       | 3 marzo 2018     | 5 349 000      | 26,41%  | Emma, Luca Argentero                                                                                   |
| 8       | 10 marzo 2018    | 5 516 000      | 27,55%  | Ezio Greggio ed Enzo Iacchetti, Belén Rodríguez ed Andrea Iannone, Alfonso Signorini                   |
| 9       | 17 marzo 2018    | 5 267 000      | 26,09%  | Luciana Littizzetto, Luca Onestini e Raffaello Tonon, Erjona Sulejmani, Michela Persico e Paola Caruso |
| 10      | 24 marzo 2018    | 5 384 000      | 27,48%  | Paulo Dybala, Patrick Dempsey                                                                          |
| 11      | 31 marzo 2018    | 4 510 000      | 23,36%  | Gerry Scotti, Antonino Cannavacciuolo e Carlo Cracco                                                   |
| Media   | Media            | 5 475 000      | 27,85%  | |

## Ventiduesima edizione (2019)
La ventiduesima edizione del programma è andata in onda dal 12 gennaio al 16 marzo 2019 ogni sabato in prima serata.
Come al solito il programma non va in onda in occasione della finale del Festival di Sanremo 2019, prevista per il 9 febbraio su Rai 1.
Questa edizione ha ottenuto un'ulteriore crescita degli ascolti.
Al termine di questa edizione, il 23 marzo, è andata in onda una puntata antologica.
| Puntata                       | Messa in onda    | Ascolti        | Ascolti | Ospiti                                                                                |
| Puntata                       | Messa in onda    | Telespettatori | Share   | Ospiti                                                                                |
| ----------------------------- | ---------------- | -------------- | ------- | ------------------------------------------------------------------------------------- |
| 1                             | 12 gennaio 2019  | 5 842 000      | 29,84%  | Ricky Martin, Martín Castrogiovanni, Alessio Sakara, Belén Rodríguez                  |
| 2                             | 19 gennaio 2019  | 5 173 000      | 27,35%  | Giorgio Chiellini, Leonardo Bonucci, Andrea Barzagli, Al Bano, Romina Power           |
| 3                             | 26 gennaio 2019  | 5 457 000      | 28,64%  | Gerry Scotti, Marco Bocci, Giulia Michelini                                           |
| 4                             | 2 febbraio 2019  | 5 735 000      | 29,09%  | Mauro Icardi, Wanda Nara, Claudio Amendola                                            |
| 5                             | 16 febbraio 2019 | 5 308 000      | 28,64%  | Pio e Amedeo, Mario Balotelli, Alessandra Amoroso                                     |
| 6                             | 23 febbraio 2019 | 5 788 000      | 30,41%  | Owen Wilson, Emma                                                                     |
| 7                             | 2 marzo 2019     | 4 915 000      | 27,21%  | Gennaro Gattuso, Elisa                                                                |
| 8                             | 9 marzo 2019     | 5 510 000      | 28,97%  | Luciana Littizzetto, Gabriel Garko, Gianluca Vacchi, Francesco Monte, Brando Bertrand |
| 9                             | 16 marzo 2019    | 5 449 000      | 29,46%  | Julia Roberts                                                                         |
| Il meglio di C'è posta per te | 23 marzo 2019    | 3 197 000      | 18,29%  | –                                                                                     |
| Media                         | Media            | 5 465 000      | 28,85%  |                                                                                       |

## Ventitreesima edizione (2020)
La ventitreesima edizione del programma è andata in onda dall'11 gennaio al 14 marzo 2020 ogni sabato in prima serata per un totale di nove puntate.
Questa edizione ha ottenuto un'ulteriore crescita degli ascolti raggiungendo una media di 6 milioni di telespettatori e quasi il 30% di share.
Anche in questa edizione c'è stata una pausa in occasione della serata finale del Festival di Sanremo 2020, prevista per l'8 febbraio su Rai 1.
| Puntata | Messa in onda    | Ascolti        | Ascolti | Ospiti                                                                                  |
| Puntata | Messa in onda    | Telespettatori | Share   | Ospiti                                                                                  |
| ------- | ---------------- | -------------- | ------- | --------------------------------------------------------------------------------------- |
| 1       | 11 gennaio 2020  | 5 930 000      | 30,17%  | Luca Argentero, Cristina Marino, Johnny Depp                                            |
| 2       | 18 gennaio 2020  | 5 914 000      | 30,88%  | Can Yaman, Mara Venier                                                                  |
| 3       | 25 gennaio 2020  | 5 766 000      | 30,26%  | Giulia Michelini, Antonio Banderas                                                      |
| 4       | 1º febbraio 2020 | 5 817 000      | 29,95%  | Ciro Immobile, Jessica Melena                                                           |
| 5       | 15 febbraio 2020 | 5 488 000      | 29,28%  | Sabrina Ferilli, Gerry Scotti, Teo Mammucari, Rudy Zerbi, Emma Marrone, Rosario Marrone |
| 6       | 22 febbraio 2020 | 5 271 000      | 28,51%  | Francesco Totti, Massimo Ranieri                                                        |
| 7       | 29 febbraio 2020 | 6 143 000      | 30,11%  | Pio e Amedeo, Gonzalo Higuaín, Stefano De Martino, Belén Rodríguez                      |
| 8       | 7 marzo 2020     | 6 611 000      | 29,31%  | Carlo Conti, Leonardo Pieraccioni, Giorgio Panariello, Zlatan Ibrahimović               |
| 9       | 14 marzo 2020    | 7 185 000      | 28,60%  | Al Bano, Romina Power                                                                   |
| Media   | Media            | 6 014 000      | 29,68%  |                                                                                         |

## Ventiquattresima edizione (2021)
La ventiquattresima edizione del programma è andata in onda dal 9 gennaio al 13 marzo 2021 ogni sabato in prima serata per un totale di nove puntate.
Anche in questa edizione c'è stata una pausa in occasione della serata finale del Festival di Sanremo 2021, prevista per il 6 marzo su Rai 1.
Questa edizione ottiene un'ulteriore crescita degli ascolti e risulta essere la più vista dal 2004.
| Puntata | Messa in onda    | Ascolti        | Ascolti | Ospiti |
| Puntata | Messa in onda    | Telespettatori | Share   | Ospiti |
| ------- | ---------------- | -------------- | ------- | --- |
| 1       | 9 gennaio 2021   | 6 271 000      | 27,98%  | Sabrina Ferilli, Ida Fatigati Ferilli, Luca Argentero                                                      |
| 2       | 16 gennaio 2021  | 6 424 000      | 29,98%  | Marco Bocci, Giulia Michelini, Irama                                                                       |
| 3       | 23 gennaio 2021  | 6 510 000      | 29,59%  | Can Yaman, Michele Riondino                                                                                |
| 4       | 30 gennaio 2021  | 6 469 000      | 29,89%  | Gianni Morandi, Nicolò Zaniolo, Francesca Costa Zaniolo                                                    |
| 5       | 6 febbraio 2021  | 6 132 000      | 29,17%  | Claudio Amendola, Ciro Immobile, Jessica Melena Immobile                                                   |
| 6       | 13 febbraio 2021 | 6 057 000      | 28,33%  | Paolo Bonolis, Federica Pellegrini                                                                         |
| 7       | 20 febbraio 2021 | 6 171 000      | 30,34%  | Renato Zero, Stefano De Martino                                                                            |
| 8       | 27 febbraio 2021 | 6 169 000      | 28,80%  | Lorenzo Insigne, Gerry Scotti                                                                              |
| 9       | 13 marzo 2021    | 6 518 000      | 30,93%  | Luciana Littizzetto, Belén Rodríguez, Veronica Peparini, Andreas Müller, Gemma Galgani, Alessandra Amoroso |
| Media   | Media            | 6 302 000      | 29,45%  | |

## Venticinquesima edizione (2022)
La venticinquesima edizione del programma è andata in onda dall'8 gennaio al 12 marzo 2022 ogni sabato in prima serata per un totale di nove puntate.
Anche in questa edizione c'è stata una pausa in occasione della serata finale del Festival di Sanremo 2022, prevista per il 5 febbraio su Rai 1.
| Puntata | Messa in onda    | Ascolti        | Ascolti | Ospiti                                                                                                  |
| Puntata | Messa in onda    | Telespettatori | Share   | Ospiti                                                                                                  |
| ------- | ---------------- | -------------- | ------- | --- |
| 1       | 8 gennaio 2022   | 5 953 000      | 29,16%  | Paolo Bonolis, Stefano De Martino                                                                       |
| 2       | 15 gennaio 2022  | 5 546 000      | 28,70%  | Sabrina Ferilli, Gerry Scotti, Rudy Zerbi, Teo Mammucari, Can Yaman                                     |
| 3       | 22 gennaio 2022  | 5 567 000      | 29,30%  | Luca Argentero, Roberto Baggio                                                                          |
| 4       | 29 gennaio 2022  | 5 627 000      | 31,10%  | Roberto Mancini, Marco Bocci                                                                            |
| 5       | 12 febbraio 2022 | 5 343 000      | 29,90%  | Luciana Littizzetto, Francesca Cipriani, Alessandro Rossi, Alex Belli, Raimondo Todaro, Francesca Tocca |
| 6       | 19 febbraio 2022 | 5 005 000      | 27,40%  | Pio e Amedeo, Salvatore Esposito, Pasquale Iannuzzi, Lorenzo Insigne                                    |
| 7       | 26 febbraio 2022 | 4 702 000      | 26,30%  | Francesco Totti, Raoul Bova                                                                             |
| 8       | 5 marzo 2022     | 4 643 000      | 26,40%  | Giorgio Chiellini, Leonardo Bonucci, Antonino Cannavacciuolo                                            |
| 9       | 12 marzo 2022    | 4 802 000      | 27,80%  | Emma |
| Media   | Media            | 5 243 000      | 28,45%  | |

## Ventiseiesima edizione (2023)
La ventiseiesima edizione del programma è andata in onda dal 7 gennaio all'11 marzo 2023 ogni sabato in prima serata per un totale di nove puntate.
Questa è l'unica edizione in cui la trasmissione è andata in onda anche in occasione della serata finale del Festival di Sanremo 2023, prevista per l'11 febbraio su Rai 1.
In questa edizione, a seguito della scomparsa di Maurizio Costanzo, la puntata del 25 febbraio venne posticipata al 4 marzo.
In termini di telespettatori (4 421 000), questa è l'edizione meno vista in assoluto.
| Puntata | Messa in onda    | Ascolti        | Ascolti | Ospiti                                                                                 |
| Puntata | Messa in onda    | Telespettatori | Share   | Ospiti                                                                                 |
| ------- | ---------------- | -------------- | ------- | -------------------------------------------------------------------------------------- |
| 1       | 7 gennaio 2023   | 4 898 000      | 30,16%  | Can Yaman, Antonino Cannavacciuolo                                                     |
| 2       | 14 gennaio 2023  | 4 895 000      | 30,35%  | Charles Leclerc, Luca Argentero                                                        |
| 3       | 21 gennaio 2023  | 5 036 000      | 31,10%  | Massimo Ranieri, Stefano De Martino                                                    |
| 4       | 28 gennaio 2023  | 4 809 000      | 29,79%  | Irama, Charlize Theron                                                                 |
| 5       | 4 febbraio 2023  | 4 472 000      | 28,96%  | Matteo Giunta, Federica Pellegrini, Il Volo                                            |
| 6       | 11 febbraio 2023 | 2 652 000      | 12,34%  | Renato Zero                                                                            |
| 7       | 18 febbraio 2023 | 4 086 000      | 27,70%  | Luciana Littizzetto, Alessia Marcuzzi, Tommaso Zorzi, Alessandra Celentano, Rudy Zerbi |
| 8       | 4 marzo 2023     | 4 556 000      | 28,80%  | Tiziano Ferro, Carmine Recano, Giacomo Giorgio, Kyshan Wilson                          |
| 9       | 11 marzo 2023    | 4 388 000      | 29,01%  | Gerry Scotti, Marco Mengoni                                                            |
| Media   | Media            | 4 421 000      | 27,58%  |                                                                                        |

## Ventisettesima edizione (2024)
La ventisettesima edizione del programma è andata in onda dal 13 gennaio al 16 marzo 2024 ogni sabato in prima serata per un totale di nove puntate.
Anche in questa edizione c'è stata una pausa in occasione della serata finale del Festival di Sanremo 2024, prevista per il 10 febbraio su Rai 1.
In termini di telespettatori, precisamente 4 170 000, l'ultima puntata risulta la meno vista della storia del programma.
| Puntata | Messa in onda    | Ascolti        | Ascolti | Ospiti                                                           |
| Puntata | Messa in onda    | Telespettatori | Share   | Ospiti                                                           |
| ------- | ---------------- | -------------- | ------- | ---------------------------------------------------------------- |
| 1       | 13 gennaio 2024  | 4 730 000      | 31,08%  | Paolo Bonolis, Murat Ünalmış con Melike İpek Yalova e Uğur Güneş |
| 2       | 20 gennaio 2024  | 4 655 000      | 30,51%  | Stefano De Martino, Sabrina Ferilli                              |
| 3       | 27 gennaio 2024  | 4 697 000      | 30,44%  | Luca Argentero                                                   |
| 4       | 3 febbraio 2024  | 4 649 000      | 30,97%  | Michele Morrone, Raoul Bova                                      |
| 5       | 17 febbraio 2024 | 4 122 000      | 28,47%  | Matteo Berrettini, Emanuel Lo e Giorgia                          |
| 6       | 24 febbraio 2024 | 4 659 000      | 31,02%  | Il Volo, Alessandro Siani, Arisa                                 |
| 7       | 2 marzo 2024     | 4 665 000      | 30,06%  | Massimiliano Caiazzo, Lorella Cuccarini                          |
| 8       | 9 marzo 2024     | 4 587 000      | 29,85%  | Gianluca Mancini con Lorenzo Pellegrini e Bryan Cristante        |
| 9       | 16 marzo 2024    | 4 170 000      | 28,67%  | Furkan Palalı, Elisa                                             |
| Media   | Media            | 4 548 000      | 30,12%  |                                                                  |

## Ventottesima edizione (2025)
La ventottesima edizione del programma è andata in onda dall'11 gennaio al 15 marzo 2025 ogni sabato in prima serata per un totale di nove puntate.
Anche in questa edizione c'è stata pausa in occasione della serata finale del Festival di Sanremo 2025, prevista per il 15 febbraio su Rai 1.
In termini di share, questa edizione, con una media pari al 30,58%, risulta la più vista dal 2003.
| Puntata | Messa in onda    | Ascolti        | Ascolti | Ospiti                                  |
| Puntata | Messa in onda    | Telespettatori | Share   | Ospiti                                  |
| ------- | ---------------- | -------------- | ------- | --------------------------------------- |
| 1       | 11 gennaio 2025  | 4 833 000      | 31,30%  | Antonino Cannavacciuolo, Dušan Vlahović |
| 2       | 18 gennaio 2025  | 4 736 000      | 31,26%  | Stefano De Martino, Matteo Berrettini   |
| 3       | 25 gennaio 2025  | 4 461 000      | 29,72%  | Annalisa, Álvaro Morata                 |
| 4       | 1º febbraio 2025 | 4 864 000      | 31,78%  | Paolo Bonolis, Al Bano                  |
| 5       | 8 febbraio 2025  | 4 632 000      | 31,96%  | Amadeus e Giovanna Civitillo            |
| 6       | 22 febbraio 2025 | 4 402 000      | 29,79%  | Mahmood, Paulo Dybala                   |
| 7       | 1º marzo 2025    | 4 439 000      | 30,70%  | Gigi D'Alessio, Romelu Lukaku           |
| 8       | 8 marzo 2025     | 3 897 000      | 28,19%  | Michele Morrone, Stash                  |
| 9       | 15 marzo 2025    | 4 396 000      | 30,57%  | Gianni Morandi, Il Volo                 |
| Media   | Media            | 4 518 000      | 30,58%  |                                         |